# دن گرنی
دن گرنی (انگلیسی: Dan Gurney؛ زاده ۱۳ آوریل ۱۹۳۱-۱۴ ژانویهٔ ۲۰۱۸) یک راننده فرمول یک اهل ایالات متحده آمریکا بود.